# La Reine du karaté
Pour plus de détails, voir Fiche technique et Distribution.
La Reine du karaté (山東老娘, Shan dong lao niang) est un film dramatique hongkongais de Lung Chien sorti en 1973,.

## Synopsis
Une femme âgée de Canton se rend à Shanghai avec tous ses neveux pour rechercher ses deux enfants disparus. Pour gagner sa vie, elle se produit avec son petit groupe comme artiste de rue dans des exercices de karaté ; sa présence n'est pas appréciée par Lin Hie, responsable de la zone française de Shanghai. Lorsque la vieille femme apprend que Lin Hie est responsable de la mort de son fils et retient sa fille prisonnière, elle ordonne son extermination.

## Fiche technique
- Titre français : La Reine du karaté
- Titre original : 山東老娘 (Shan dong lao niang)
- Titre anglais : Queen of Fist, aussi Kung Fu Mama
- Réalisation : Lung Chien
- Musique : Zhou Liang
- Production : Wen-Pin Chang, Chao Chin Shih
- Pays d'origine :  Hong Kong
- Langues : chinois
- Durée : 90 minutes
- Dates de sortie : 
  -  Hong Kong : 1972

## Distribution
- Hsien Chin-Chu : la reine du karaté
- Jimmy Wang Yu : Ma Yung-Chen
- Zhang Qingqing
- Kang Kai
- Tzu Lan
- Lung Fei (en) : le chef de la mafia
- Tang Chin
- Tian Ye
- Jin Dao
- Zhou Gui
- Huang Long
- Shan Mao (it) :